# Avenida Benjamín Aráoz
La Avenida Benjamín Aráoz es una avenida de San Miguel de Tucumán, Tucumán, Argentina. Se extiende desde avenida Sáenz Peña hasta el puente Lucas Córdoba, generando con las avenidas Mate de Luna y 24 de septiembre la conexión entre Yerba Buena y Banda del Río Salí por la capital.

## Historia
La avenida Benjamín Aráoz fue creada en 1895. Recibe el nombre de Benjamín Aráoz, gobernador tucumano fallecido en 1895 en medio de la recepción de los restos de Gregorio Aráoz de Lamadrid. Anteriormente era una calle de tierra y parte del antiguo Camino Nacional a Santiago del Estero conocida como Calle Ancha. En 1950 parte de la avenida fue renombrada como Avenida Eva Perón, volviendo a su denominación original tras la revolución libertadora.
Con la inauguración del Parque 9 de julio en 1916, se convirtió en calle divisoria del parque y se asentaron diversas instituciones deportivas como Argentinos del Norte y Club Natación y Gimnasia. Asimismo se instaló un monumento en honor al político que da nombre a esta arteria en 1917 y que se retiró luego, y una estatua en la intersección con avenida Soldati. En 1963 fue retirada de ese espacio y en 1977 trasladada a la rotonda con avenida Gobernador del Campo.

## Sitios de interés
A lo largo de esta avenida se desarrollan varios lugares de interés y emblemáticos:
- Terminal de Ómnibus de San Miguel de Tucumán
- Parque 9 de julio
- Estadio Eva Perón
- Estadio Provincial de Hockey
- Club Natación y Gimnasia
- Facultad de Educación Física
- Facultad de Filosofía y Letras